# 興善寺 (真庭市)
興善寺（こうぜんじ）は、岡山県真庭市久世にある日蓮宗の寺院。山号は正法山。旧本山は京都妙覚寺、奠師法縁（奠統会）。
真庭市には妙源寺、法光寺、本覺寺、妙円寺、蓮祐寺等がある。

## 歴史
慶長13年（1608年）自性院日元（勝山妙円寺16世）を開山に塚谷屋杉山三郎右衛門の開基で久世井出端に創建。元和9年（1623年）に現在地へ移転した。寛政2年（1790年）本堂を焼失後、文化12年（1815年）代官重田又兵衛が現在の本堂を再建した。

## 境内
- 本堂
- 山門　貞享4年（1687年）山口屋三郎右衛門為重（開基の塚谷屋の分家）が建立の楼門。寛延元年（1748年）仁王像を安置。寛政2年（1790年）の火災では焼失を免れた。

## 参考資料
- 日蓮宗寺院大鑑編集委員会『宗祖第七百遠忌記念出版 日蓮宗寺院大鑑』大本山池上本門寺 (1981年)